# Swietłana Pantielejewa
Swietłana Eduardowna Pantielejewa (ros. Светлана Эдуардовна Пантелеева, ur. 21 czerwca 1980) – rosyjska judoczka i zapaśniczka sumo.
Uczestniczka mistrzostw świata w 1999 i 2001. Startowała w Pucharze Świata w latach 1998-2002. Srebrna medalistka mistrzostw Europy w 1999. Mistrzyni Rosji w 1997 i 1999 roku.